# Liste der Lieder von AC/DC

Das Logo der Band.

Dies ist eine Liste der aufgenommenen und offiziell veröffentlichten Lieder der australischen Hard-Rock-Band AC/DC. Sie gibt Auskunft über die Urheber und auf welchem Tonträger die Komposition erstmals zu finden ist Die Liste enthält zudem Coverversionen von Songs anderer Musiker, die von AC/DC neu aufgenommen und interpretiert wurden.

## Übersicht

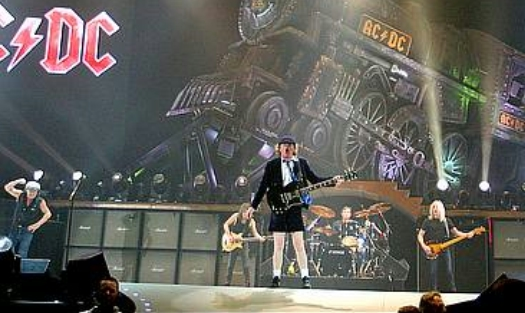
AC/DC live in Tacoma 2008.

Diese Liste umfasst alle Stücke, die die Band AC/DC seit ihrer Gründung 1973 offiziell veröffentlicht und interpretiert hat in alphabetischer Sortierung. Die überwiegende Mehrzahl aller Stücke sind auf den insgesamt 17 Studioalben von High Voltage (1975) bis Power Up (2020) zu finden. Liveaufnahmen sind nur dann in der Liste enthalten, wenn AC/DC von den dort aufgenommenen Songs keine Studioversion veröffentlicht hat. Außerdem sind die von der Band interpretierten Titel aufgelistet, die sie ausschließlich oder zuerst auf B-Seiten ihrer Singles, Maxisingles, EPs, Kompilationen, Livealben oder Tributealben herausgebracht haben. In einigen Fällen erschienen einzelne Titel eines Albums bereits vorab als Singles, in diesen Fällen werden sie den jeweiligen Alben zugeordnet. Aufnahmen, die nur als offizielle Veröffentlichungen existieren, etwa als Bootlegs, sind in der Liste nicht enthalten.
Die meisten Stücke wurden von Angus Young und Malcolm Young sowie teilweise mit den Sängern Bon Scott oder Brian Johnson geschrieben und in Aufnahmesessions für die Alben aufgenommen. Hinzu kommen einzelne Coverversionen von Stücken anderer Künstler, die von AC/DC neu interpretiert und aufgenommen wurden.

## Liste der Lieder
| Titel                                                   | Autor / Autoren                       | Album / Tonträger                                                          | Dauer        | Jahr                    | Belege / Anmerkungen |
| ------------------------------------------------------- | ------------------------------------- | -------------------------------------------------------------------------- | ------------ | ----------------------- | --- |
| Ain't No Fun (Waiting 'Round to Be a Millionaire)       | Angus Young, Malcolm Young, Bon Scott | Dirty Deeds Done Dirt Cheap                                                | 6:51         | 1976                    | [ 1 ] [ 2 ] |
| All Screwed Up                                          | A. Young, M. Young                    | Stiff Upper Lip                                                            | 4:36         | 2000                    | [ 3 ] |
| Anything Goes                                           | A. Young, M. Young                    | Black Ice                                                                  | 3:22         | 2008                    | [ 4 ] |
| Are You Ready                                           | A. Young, M. Young                    | The Razors Edge                                                            | 4:10         | 1990                    | [ 5 ] |
| Baby, Please Don’t Go                                   | Big Joe Williams                      | High Voltage (Australien), ’74 Jailbreak                                   | 4:50         | 1975                    | Coverversion des Titels Baby, Please Don’t Go von Big Joe Williams. Der Titel erschien auf dem Debütalbum High Voltage in der australischen Fassung und der EP ’74 Jailbreak. |
| Back in Black                                           | A. Young, M. Young, Brian Johnson     | Back in Black                                                              | 4:17         | 1980                    | [ 8 ] |
| Back in Business                                        | A. Young, M. Young, Johnson           | Fly on the Wall                                                            | 4:21         | 1985                    | [ 9 ] |
| Back Seat Confidential                                  |                                       | Bonfire                                                                    | 5:24         | 1997                    | Demo |
| Bad Boy                                                 | A. Young, M. Young                    | –                                                                          | n.n.         | 1986                    | Das Instrumentalstück wurde gemeinsam mit vier weiteren während der Aufnahmen zu Who Made Who für den Film Rhea M – Es begann ohne Warnung produziert. |
| Bad Boy Boogie                                          | A. Young, M. Young, Scott             | Let There Be Rock                                                          | 4:18         | 1977                    | [ 10 ] |
| Badlands                                                | A. Young, M. Young, Johnson           | Flick of the Switch                                                        | 3:34         | 1983                    | [ 11 ] |
| Ballbreaker                                             | A. Young, M. Young                    | Ballbreaker                                                                | 4:30         | 1995                    | [ 12 ] |
| Baptism by Fire                                         | A. Young, M. Young                    | Rock or Bust                                                               | 3:30         | 2014                    | [ 13 ] |
| Beating Around the Bush                                 | A. Young, M. Young, Scott             | Highway to Hell                                                            | 3:55         | 1979                    | [ 14 ] |
| Bedlam in Belgium                                       | A. Young, M. Young, Johnson           | Flick of the Switch                                                        | 3:48         | 1983                    | [ 11 ] |
| Big Balls                                               | A. Young, M. Young, Scott             | Dirty Deeds Done Dirt Cheap                                                | 2:39         | 1976                    | [ 1 ] [ 2 ] |
| Big Gun                                                 | A. Young, M. Young                    | Last Action Hero Soundtrack, Big Gun (Single)                              | 4:24         | 1993                    | Das Lied wurde für den Kinofilm Last Action Hero mit Arnold Schwarzenegger aufgenommen und ist entsprechend auf dem Soundtrack zu finden. Es war zudem die erste Zusammenarbeit der Band mit dem Produzenten Rick Rubin.                                                                |
| Big Jack                                                | A. Young, M. Young                    | Black Ice                                                                  | 3:57         | 2008                    | [ 4 ] |
| Black Ice                                               | A. Young, M. Young                    | Black Ice                                                                  | 3:25         | 2008                    | [ 4 ] |
| Bonny                                                   | traditionell                          | Live-Version auf Live                                                      | 1:03         | 1992                    | Es handelt sich um ein traditionelles Stück, das von A. Young und M. Young bearbeitet wurde. Es ist auf keinem Studio-Album vorhanden, eine frühere Version wurde unter dem Namen Fling Thing aufgenommen.                                                                              |
| Boogie Man                                              | A. Young, M. Young                    | Ballbreaker                                                                | 4:06         | 1995                    | [ 12 ] |
| Borrowed Time                                           | A. Young, M. Young, Johnson           | That's the Way I Wanna Rock 'n' Roll (Single), Moneytalks (Single)         | 3:44         | 1988                    | [ 18 ] [ 19 ] |
| Brain Shake                                             | A. Young, M. Young, Johnson           | Flick of the Switch                                                        | 3:54         | 1983                    | [ 11 ] |
| Breaking the Rules                                      | A. Young, M. Young, Johnson           | For Those About to Rock (We Salute You)                                    | 4:23         | 1981                    | [ 20 ] |
| Burnin' Alive                                           | A. Young, M. Young                    | Ballbreaker                                                                | 5:05         | 1995                    | [ 12 ] |
| Can I Sit Next to You Girl                              | A. Young, M. Young                    | Can I Sit Next to You, Girl (Single), T.N.T., High Voltage (International) | 4:06         | 1974/1975/1976          | [ 21 ] [ 22 ] |
| Can't Stand Still                                       | A. Young, M. Young                    | Stiff Upper Lip                                                            | 3:41         | 2000                    | [ 3 ] |
| Can't Stop Rock 'n' Roll                                | A. Young, M. Young                    | Stiff Upper Lip                                                            | 4:02         | 2000                    | [ 3 ] |
| Carry Me Home                                           | A. Young, M. Young, Scott             | Dog Eat Dog (Single)                                                       | keine Angabe | 1977                    | [ 23 ] |
| Caught with Your Pants Down                             | A. Young, M. Young                    | Ballbreaker                                                                | 4:14         | 1995                    | [ 12 ] |
| Chase the Ace                                           | A. Young, M. Young                    | Who Made Who                                                               | 2:59         | 1986                    | [ 24 ] |
| C.O.D.                                                  | A. Young, M. Young, Johnson           | For Those About to Rock (We Salute You)                                    | 3:19         | 1981                    | [ 20 ] |
| Code Red                                                | A. Young, M. Young                    | Power Up                                                                   | 3:31         | 2020                    | [ 25 ] |
| Cold Hearted Man                                        | A. Young, M. Young, Scott             | Powerage (Europäische Version), Rock 'n' Roll Damnation (Single)           | 3:30         | 1978                    | [ 26 ] |
| Come and Get It                                         | A. Young, M. Young                    | Stiff Upper Lip                                                            | 4:02         | 2000                    | [ 3 ] |
| Contre Attack                                           | A. Young, M. Young                    | –                                                                          | n.n.         | 1986                    | Das Instrumentalstück wurde gemeinsam mit vier weiteren während der Aufnahmen zu Who Made Who für den Film Rhea M – Es begann ohne Warnung produziert. |
| Cover You in Oil                                        | A. Young, M. Young                    | Ballbreaker                                                                | 4:32         | 1995                    | [ 12 ] |
| Crabsody in Blue                                        | A. Young, M. Young, Scott             | Let There Be Rock (Australische Version)                                   | 4:39         | 1977                    | Der Titel ist eine Anspielung auf Rhapsody in Blue. Wie bei The Jack handelt es sich um ein Lied über die Folgen von Sex ohne angemessenen Schutz. Bon Scott singt davon, Filzläuse (englisch „craps“) zu bekommen.                                                                     |
| Cyberspace                                              | A. Young, M. Young                    | Safe in New York City (Single),                                            | 2:55         | 2000                    | [ 27 ] |
| Damned                                                  | A. Young, M. Young                    | Stiff Upper Lip                                                            | 3:51         | 2000                    | [ 3 ] |
| Danger                                                  | A. Young, M. Young, Johnson           | Fly on the Wall                                                            | 4:19         | 1985                    | [ 9 ] |
| Death City                                              | A. Young, M. Young                    | –                                                                          | n.n.         | 1986                    | Das Instrumentalstück wurde gemeinsam mit vier weiteren während der Aufnahmen zu Who Made Who für den Film Rhea M – Es begann ohne Warnung produziert. |
| Decibel                                                 | A. Young, M. Young                    | Black Ice                                                                  | 3:34         | 2008                    | [ 4 ] |
| Deep in the Hole                                        | A. Young, M. Young, Johnson           | Flick of the Switch                                                        | 3:25         | 1983                    | [ 11 ] |
| Demon Fire                                              | A. Young, M. Young                    | Power Up                                                                   | 3:30         | 2020                    | [ 25 ] |
| Dirty Deeds Done Dirt Cheap                             | A. Young, M. Young, Scott             | Dirty Deeds Done Dirt Cheap                                                | 3:51         | 1976                    | [ 1 ] [ 2 ] |
| Dirty Eyes                                              |                                       | Bonfire                                                                    | 3:21         | 1997                    | Demo |
| Dog Eat Dog                                             | A. Young, M. Young, Scott             | Let There Be Rock                                                          | 3:30         | 1977                    | [ 10 ] |
| Dogs of War                                             | A. Young, M. Young                    | Rock or Bust                                                               | 3:35         | 2014                    | [ 13 ] |
| Down on the Borderline                                  | A. Young, M. Young, Johnson           | Moneytalks (Single)                                                        | 4:14         | 1990 (Aufgenommen 1988) | [ 28 ] |
| Down Payment Blues                                      | A. Young, M. Young, Scott             | Powerage                                                                   | 6:20         | 1978                    | [ 29 ] |
| D.T.                                                    | A. Young, M. Young                    | Who Made Who                                                               | 2:55         | 1986                    | [ 24 ] |
| Emission Control                                        | A. Young, M. Young                    | Rock or Bust                                                               | 3:41         | 2014                    | [ 13 ] |
| Evil Walks                                              | A. Young, M. Young, Johnson           | For Those About to Rock (We Salute You)                                    | 4:24         | 1981                    | [ 20 ] |
| Fire Your Guns                                          | A. Young, M. Young                    | The Razors Edge                                                            | 2:53         | 1990                    | [ 5 ] |
| First Blood                                             | A. Young, M. Young, Johnson           | Fly on the Wall                                                            | 3:43         | 1985                    | [ 9 ] |
| Flick of the Switch                                     | A. Young, M. Young, Johnson           | Flick of the Switch                                                        | 3:09         | 1983                    | [ 11 ] |
| Fling Thing                                             | A. Young, M. Young, Scott ()          | Jailbreak (Single)                                                         | 1:58         | 1976                    | Bearbeitete Version eines schottischen Traditionsliedes, später unter dem Namen Bonny leicht abgeändert und auf dem Live-Album Live eingespielt. |
| Fly on the Wall                                         | A. Young, M. Young, Johnson           | Fly on the Wall                                                            | 3:44         | 1985                    | [ 9 ] |
| For Those About to Rock (We Salute You)                 | A. Young, M. Young, Johnson           | For Those About to Rock (We Salute You), Who Made Who                      | 5:44         | 1981                    | [ 20 ] [ 24 ] |
| The Furor                                               | A. Young, M. Young                    | Ballbreaker                                                                | 4:10         | 1995                    | [ 12 ] |
| Get It Hot                                              | A. Young, M. Young, Scott             | Highway to Hell                                                            | 2:24         | 1979                    | [ 14 ] |
| Gimme a Bullet                                          | A. Young, M. Young, Scott             | Powerage                                                                   | 3:00         | 1978                    | [ 29 ] |
| Girls Got Rhythm                                        | A. Young, M. Young, Scott             | Highway to Hell                                                            | 3:23         | 1979                    | [ 14 ] |
| Give It Up                                              | A. Young, M. Young                    | Stiff Upper Lip                                                            | 3:53         | 2000                    | [ 3 ] |
| Giving the Dog a Bone                                   | A. Young, M. Young, Johnson           | Back in Black                                                              | 3:31         | 1980                    | [ 8 ] |
| Go Down                                                 | A. Young, M. Young, Scott             | Let There Be Rock                                                          | 5:17         | 1977                    | [ 10 ] |
| Go Zone                                                 | A. Young, M. Young, Johnson           | Blow Up Your Video                                                         | 4:25         | 1988                    | [ 31 ] |
| Gone Shootin'                                           | A. Young, M. Young, Scott             | Powerage                                                                   | 4:05         | 1978                    | [ 29 ] |
| Goodbye & Good Riddance to Bad Luck                     | A. Young, M. Young                    | The Razors Edge                                                            | 3:14         | 1990                    | [ 5 ] |
| Got Some Rock & Roll Thunder                            | A. Young, M. Young                    | Rock or Bust                                                               | 3:22         | 2014                    | [ 13 ] |
| Got You by the Balls                                    | A. Young, M. Young                    | The Razors Edge                                                            | 4:29         | 1990                    | [ 5 ] |
| Guns for Hire                                           | A. Young, M. Young, Johnson           | Flick of the Switch                                                        | 3:20         | 1983                    | [ 11 ] |
| Hail Caesar                                             | A. Young, M. Young                    | Ballbreaker                                                                | 5:14         | 1995                    | [ 12 ] |
| Hard as a Rock                                          | A. Young, M. Young                    | Ballbreaker                                                                | 4:31         | 1995                    | [ 12 ] |
| Hard Times                                              | A. Young, M. Young                    | Rock or Bust                                                               | 2:44         | 2014                    | [ 13 ] |
| Have a Drink on Me                                      | A. Young, M. Young, Johnson           | Back in Black                                                              | 4:01         | 1980                    | [ 8 ] |
| Heatseeker                                              | A. Young, M. Young, Johnson           | Blow Up Your Video                                                         | 3:43         | 1988                    | [ 31 ] |
| Hell Ain't a Bad Place to Be                            | A. Young, M. Young, Scott             | Let There Be Rock                                                          | 4:12         | 1977                    | [ 10 ] |
| Hell or High Water                                      | A. Young, M. Young, Johnson           | Fly on the Wall                                                            | 4:29         | 1985                    | [ 9 ] |
| Hells Bells                                             | A. Young, M. Young, Johnson           | Back in Black, Who made Who                                                | 5:10         | 1980                    | [ 8 ] [ 24 ] |
| High Voltage                                            | A. Young, M. Young, Scott             | T.N.T., High Voltage (International)                                       | 4:18         | 1975/1976               | [ 21 ] [ 22 ] |
| Highway to Hell                                         | A. Young, M. Young, Scott             | Highway to Hell                                                            | 3:26         | 1979                    | Highway to Hell wurde zum bekanntesten Lied der Band und ist entsprechend auf fast allen Live-Alben sowie zahlreichen Kompilationen enthalten. Zudem wurde es zahlreich von anderen Bands und Musikern gecovert Die Plattform cover.info listet mehr als 180 Coverversionen des Liedes. |
| Hold Me Back                                            | A. Young, M. Young                    | Stiff Upper Lip                                                            | 3:59         | 2000                    | [ 3 ] |
| The Honey Roll                                          | A. Young, M. Young                    | Ballbreaker                                                                | 5:35         | 1995                    | [ 12 ] |
| House of Jazz                                           | A. Young, M. Young                    | Stiff Upper Lip                                                            | 3:56         | 2000                    | [ 3 ] |
| Humans Here                                             | A. Young, M. Young                    | –                                                                          | n.n.         | 1986                    | Das Instrumentalstück wurde gemeinsam mit vier weiteren während der Aufnahmen zu Who Made Who für den Film Rhea M – Es begann ohne Warnung produziert. |
| If You Dare                                             | A. Young, M. Young                    | The Razors Edge                                                            | 3:11         | 1990                    | [ 5 ] |
| If You Want Blood (You've Got It)                       | A. Young, M. Young, Scott             | Highway to Hell                                                            | 4:32         | 1979                    | [ 14 ] |
| Inject the Venom                                        | A. Young, M. Young, Johnson           | For Those About to Rock (We Salute You)                                    | 3:31         | 1981                    | [ 20 ] |
| It's a Long Way to the Top (If You Wanna Rock 'n' Roll) | A. Young, M. Young, Scott             | T.N.T., High Voltage (International)                                       | 5:10         | 1975/1976               | [ 21 ] [ 22 ] |
| The Jack                                                | A. Young, M. Young, Scott             | T.N.T., High Voltage (International)                                       | 5:50         | 1975/1976               | Wie bei Crabsody in Blue handelt es sich um ein Lied über die Folgen von Sex ohne angemessenen Schutz. Bon Scott singt in dem Lied von der Gonorrhoe („the jack“) und gibt dabei Erfahrungen wieder, die die Band damit hatte.                                                          |
| Jailbreak                                               | A. Young, M. Young, Scott             | Dirt Deeds Done Dirt Cheap (Australien), ’74 Jailbreak                     | 4:40         | 1976                    | [ 1 ] [ 7 ] |
| Kick You when You're Down                               | A. Young, M. Young                    | Power Up                                                                   | 3:10         | 2020                    | [ 25 ] |
| Kicked in the Teeth                                     | A. Young, M. Young, Scott             | Powerage                                                                   | 3:45         | 1978                    | [ 29 ] |
| Kissin' Dynamite                                        | A. Young, M. Young, Johnson           | Blow Up Your Video                                                         | 4:02         | 1988                    | [ 31 ] |
| Landslide                                               | A. Young, M. Young, Johnson           | Flick of the Switch                                                        | 3:55         | 1983                    | [ 11 ] |
| Let Me Put My Love Into You                             | A. Young, M. Young, Johnson           | Back in Black                                                              | 4:12         | 1980                    | [ 8 ] |
| Let There Be Rock                                       | A. Young, M. Young, Scott             | Let There Be Rock                                                          | 6:02         | 1977                    | [ 10 ] |
| Let's Get It Up                                         | A. Young, M. Young, Johnson           | For Those About to Rock (We Salute You)                                    | 3:54         | 1981                    | [ 20 ] |
| Let's Make It                                           | A. Young, M. Young                    | The Razors Edge                                                            | 3:32         | 1990                    | [ 5 ] |
| Little Lover                                            | A. Young, M. Young, Scott             | High Voltage (Australien), High Voltage (International)                    | 5:26         | 1975/1976               | [ 6 ] [ 22 ] |
| Live Wire                                               | A. Young, M. Young, Scott             | T.N.T., High Voltage (International)                                       | 5:45         | 1975/1976               | [ 21 ] [ 22 ] |
| Love at First Feel                                      | A. Young, M. Young, Scott             | Dirty Deeds Done Dirt Cheap (International)                                | 3:08         | 1976                    | [ 2 ] |
| Love Bomb                                               | A. Young, M. Young                    | Ballbreaker                                                                | 3:14         | 1995                    | [ 12 ] |
| Love Hungry Man                                         | A. Young, M. Young, Scott             | Highway to Hell                                                            | 4:14         | 1979                    | [ 14 ] |
| Love Song                                               | A. Young, M. Young, Scott             | High Voltage (Australien)                                                  | keine Angabe | 1975                    | [ 6 ] |
| Meanstreak                                              | A. Young, M. Young, Johnson           | Blow Up Your Video                                                         | 4:10         | 1988                    | [ 31 ] |
| Meltdown                                                | A. Young, M. Young                    | Stiff Upper Lip                                                            | 3:41         | 2000                    | [ 3 ] |
| Miss Adventure                                          | A. Young, M. Young                    | Rock or Bust                                                               | 2:57         | 2014                    | [ 13 ] |
| Mistress for Christmas                                  | A. Young, M. Young                    | The Razors Edge                                                            | 3:58         | 1990                    | [ 5 ] |
| Money Made                                              | A. Young, M. Young                    | Black Ice                                                                  | 4:16         | 2008                    | [ 4 ] |
| Money Shot                                              | A. Young, M. Young                    | Power Up                                                                   | 3:05         | 2020                    | [ 25 ] |
| Moneytalks                                              | A. Young, M. Young                    | The Razors Edge                                                            | 3:45         | 1990                    | [ 5 ] |
| Nervous Shakedown                                       | A. Young, M. Young, Johnson           | Flick of the Switch                                                        | 4:23         | 1983                    | [ 11 ] |
| Next to the Moon                                        | A. Young, M. Young, Scott             | Powerage                                                                   | 3:15         | 1978                    | [ 29 ] |
| Nick of Time                                            | A. Young, M. Young, Johnson           | Blow Up Your Video                                                         | 4:17         | 1988                    | [ 31 ] |
| Night of the Long Knives                                | A. Young, M. Young, Johnson           | For Those About to Rock (We Salute You)                                    | 3:26         | 1981                    | [ 20 ] |
| Night Prowler                                           | A. Young, M. Young, Scott             | Highway to Hell                                                            | 6:13         | 1979                    | [ 14 ] |
| No Man's Land                                           | A. Young, M. Young                    | Power Up                                                                   | 3:39         | 2020                    | [ 25 ] |
| Overdose                                                | A. Young, M. Young, Scott             | Let There Be Rock                                                          | 5:47         | 1977                    | [ 10 ] |
| Play Ball                                               | A. Young, M. Young                    | Rock or Bust                                                               | 2:47         | 2014                    | [ 13 ] |
| Playing with Girls                                      | A. Young, M. Young, Johnson           | Fly on the Wall                                                            | 3:43         | 1985                    | [ 9 ] |
| Problem Child                                           | A. Young, M. Young, Scott             | Dirty Deeds Done Dirt Cheap, Let There Be Rock (International)             | 5:45         | 1976                    | [ 1 ] [ 2 ] |
| Put the Finger on You                                   | A. Young, M. Young, Johnson           | For Those About to Rock (We Salute You)                                    | 3:26         | 1981                    | [ 20 ] |
| The Razors Edge                                         | A. Young, M. Young                    | The Razors Edge                                                            | 4:22         | 1990                    | [ 5 ] |
| Realize                                                 | A. Young, M. Young                    | Power Up                                                                   | 3:37         | 2020                    | [ 25 ] |
| Rejection                                               | A. Young, M. Young                    | Power Up                                                                   | 4:06         | 2020                    | [ 25 ] |
| Ride On                                                 | A. Young, M. Young, Scott             | Dirty Deeds Done Dirty Cheap, Who Made Who                                 | 5:48         | 1976                    | [ 1 ] [ 2 ] [ 24 ] |
| Riff Raff                                               | A. Young, M. Young, Scott             | Powerage                                                                   | 5:14         | 1978                    | [ 29 ] |
| R.I.P. (Rock in Peace)                                  | A. Young, M. Young, Scott             | Dirty Deeds Done Dirt Cheap (Australien)                                   | keine Angabe | 1976                    | [ 1 ] |
| Rising Power                                            | A. Young, M. Young, Johnson           | Flick of the Switch                                                        | 3:39         | 1983                    | [ 11 ] |
| Rock and Roll Ain’t Noise Pollution                     | A. Young, M. Young, Johnson           | Back in Black                                                              | 4:12         | 1980                    | [ 8 ] |
| Rock 'n' Roll Damnation                                 | A. Young, M. Young, Scott             | Powerage                                                                   | 3:35         | 1978                    | [ 29 ] |
| Rock 'n' Roll Dream                                     | A. Young, M. Young                    | Black Ice                                                                  | 4:41         | 2008                    | [ 4 ] |
| Rock 'n' Roll Singer                                    | A. Young, M. Young, Scott             | T.N.T., High Voltage (International)                                       | 5:00         | 1975/1976               | [ 21 ] [ 22 ] |
| Rock ’n’ Roll Train                                     | A. Young, M. Young                    | Black Ice                                                                  | 4:22         | 2008                    | [ 4 ] |
| Rock or Bust                                            | A. Young, M. Young                    | Rock or Bust                                                               | 3:03         | 2014                    | [ 13 ] |
| Rock the Blues Away                                     | A. Young, M. Young                    | Rock or Bust                                                               | 3:24         | 2014                    | [ 13 ] |
| Rock the House                                          | A. Young, M. Young                    | Rock or Bust                                                               | 2:42         | 2014                    | [ 13 ] |
| Rock Your Heart Out                                     | A. Young, M. Young                    | The Razors Edge                                                            | 4:06         | 1990                    | [ 5 ] |
| Rocker                                                  | A. Young, M. Young, Scott             | T.N.T., Dirty Deeds Done Dirt Cheap (International)                        | 2:49         | 1975/1976               | [ 21 ] [ 2 ] |
| Rockin' in the Parlour                                  | A. Young, M. Young                    | Can I Sit Next to You, Girl (Single)                                       | keine Angabe | 1974                    | [ 33 ] |
| Rocking All the Way                                     | A. Young, M. Young                    | Black Ice                                                                  | 3:23         | 2008                    | [ 4 ] |
| Ruff Stuff                                              | A. Young, M. Young, Johnson           | Blow Up Your Video                                                         | 4:27         | 1988                    | [ 31 ] |
| Safe in New York City                                   | A. Young, M. Young                    | Stiff Upper Lip                                                            | 3:59         | 2000                    | [ 3 ] |
| Satellite Blues                                         | A. Young, M. Young                    | Stiff Upper Lip                                                            | 3:46         | 2000                    | [ 3 ] |
| Scared                                                  | A. Young, M. Young                    | –                                                                          | n.n.         | 1986                    | Das Instrumentalstück wurde gemeinsam mit vier weiteren während der Aufnahmen zu Who Made Who für den Film Rhea M – Es begann ohne Warnung produziert. |
| School Days                                             | A. Young, M. Young, Scott             | T.N.T. (Australien), Volts/Bonfire                                         |              | 1975                    | Coverversion des Titels School Days von Chuck Berry. Der Titel erschien auf dem Album T.N.T. in der australischen Fassung sowie im Boxset Bonfire. |
| Send for the Man                                        | A. Young, M. Young, Johnson           | Fly on the Wall                                                            | 3:25         | 1985                    | [ 9 ] |
| Shake a Leg                                             | A. Young, M. Young, Johnson           | Back in Black                                                              | 4:04         | 1980                    | [ 8 ] |
| Shake Your Foundations                                  | A. Young, M. Young, Johnson           | Fly on the Wall, Who Made Who                                              | 4:08         | 1985                    | [ 9 ] [ 24 ] |
| She Likes Rock 'n' Roll                                 | A. Young, M. Young                    | Black Ice                                                                  | 3:53         | 2008                    | [ 4 ] |
| She's Got Balls                                         | A. Young, M. Young, Scott             | High Voltage (Australien), High Voltage (International)                    | 4:46         | 1975/1976               | [ 6 ] [ 22 ] |
| Shoot to Thrill                                         | A. Young, M. Young, Johnson           | Back in Black                                                              | 5:17         | 1980                    | [ 8 ] |
| Shot Down in Flames                                     | A. Young, M. Young, Scott             | Highway to Hell                                                            | 3:21         | 1979                    | [ 14 ] |
| Shot in the Dark                                        | A. Young, M. Young                    | Power Up                                                                   | 3:05         | 2020                    | [ 25 ] |
| Shot of Love                                            | A. Young, M. Young                    | The Razors Edge                                                            | 3:57         | 1990                    | [ 5 ] |
| Show Business                                           | A. Young, M. Young, Scott             | High Voltage (Australien), '74 Jailbreak                                   | 4:43         | 1975                    | [ 6 ] [ 7 ] |
| Sin City                                                | A. Young, M. Young, Scott             | Powerage                                                                   | 4:40         | 1978                    | [ 29 ] |
| Sink the Pink                                           | A. Young, M. Young, Johnson           | Fly on the Wall. Who Made Who                                              | 4:12         | 1985                    | [ 9 ] [ 24 ] |
| Skies on Fire                                           | A. Young, M. Young                    | Black Ice                                                                  | 3:34         | 2008                    | [ 4 ] |
| Smash 'n' Grab                                          | A. Young, M. Young                    | Black Ice                                                                  | 4:06         | 2008                    | [ 4 ] |
| Snake Eye                                               | A. Young, M. Young, Johnson           | Heatseeker (Single)                                                        | 3:15         | 2000                    | [ 34 ] |
| Snowballed                                              | A. Young, M. Young, Johnson           | For Those About to Rock (We Salute You)                                    | 3:23         | 1981                    | [ 20 ] |
| Some Sin for Nuthin'                                    | A. Young, M. Young, Johnson           | Blow Up Your Video                                                         | 4:13         | 1988                    | [ 31 ] |
| Soul Stripper                                           | A. Young, M. Young, Scott             | High Voltage (Australien), '74 Jailbreak                                   | 6:23         | 1975                    | [ 6 ] [ 7 ] |
| Spellbound                                              | A. Young, M. Young, Johnson           | For Those About to Rock (We Salute You)                                    | 4:30         | 1981                    | [ 20 ] |
| Spoilin' for a Fight                                    | A. Young, M. Young                    | Black Ice                                                                  | 3:17         | 2008                    | [ 4 ] |
| Squealer                                                | A. Young, M. Young, Scott             | Dirty Deeds Done Dirt Cheap                                                | 5:12         | 1976                    | [ 1 ] [ 2 ] |
| Stand Up                                                | A. Young, M. Young, Johnson           | Fly on the Wall                                                            | 3:49         | 1985                    | [ 9 ] |
| Stick Around                                            | A. Young, M. Young, Scott             | High Voltage (Australien)                                                  | keine Angabe | 1974                    | [ 6 ] |
| Stiff Upper Lip                                         | A. Young, M. Young                    | Stiff Upper Lip                                                            | 3:34         | 2000                    | [ 3 ] |
| Stormy May Day                                          | A. Young, M. Young                    | Black Ice                                                                  | 3:10         | 2008                    | [ 4 ] |
| Sweet Candy                                             | A. Young, M. Young                    | Rock or Bust                                                               | 3:09         | 2014                    | [ 13 ] |
| Systems Down                                            | A. Young, M. Young                    | Power Up                                                                   | 3:12         | 2020                    | [ 25 ] |
| That's the Way I Wanna Rock 'n' Roll                    | A. Young, M. Young, Johnson           | Blow Up Your Video                                                         | 3:43         | 1988                    | [ 31 ] |
| There's Gonna Be Some Rockin'                           | A. Young, M. Young, Scott             | Dirty Deeds Done Dirt Cheap                                                | 3:15         | 1976                    | [ 1 ] [ 2 ] |
| This House is on Fire                                   | A. Young, M. Young, Johnson           | Flick of the Switch                                                        | 3:22         | 1983                    | [ 11 ] |
| This Means War                                          | A. Young, M. Young, Johnson           | Blow Up Your Video                                                         | 4:23         | 1988                    | [ 31 ] |
| Through the Mists of Time                               | A. Young, M. Young                    | Power Up                                                                   | 3:32         | 2020                    | [ 25 ] |
| Thunderstruck                                           | A. Young, M. Young                    | The Razors Edge                                                            | 4:52         | 1990                    | [ 5 ] |
| T.N.T.                                                  | A. Young, M. Young, Scott             | T.N.T., High Voltage (International)                                       | 3:30         | 1975/1976               | [ 21 ] [ 22 ] |
| Touch Too Much                                          | A. Young, M. Young, Scott             | Highway to Hell                                                            | 4:24         | 1979                    | [ 14 ] |
| Two's Up                                                | A. Young, M. Young, Johnson           | Blow Up Your Video                                                         | 5:19         | 1988                    | [ 31 ] |
| Up to My Neck in You                                    | A. Young, M. Young, Scott             | Powerage                                                                   | 4:58         | 1978                    | [ 29 ] |
| Walk All Over You                                       | A. Young, M. Young, Scott             | Highway to Hell                                                            | 5:08         | 1979                    | [ 14 ] |
| War Machine                                             | A. Young, M. Young                    | Black Ice                                                                  | 3:10         | 2008                    | [ 4 ] |
| What Do You Do for Money Honey                          | A. Young, M. Young, Johnson           | Back in Black                                                              | 3:36         | 1980                    | [ 8 ] |
| Wheels                                                  | A. Young, M. Young                    | Black Ice                                                                  | 3:29         | 2008                    | [ 4 ] |
| Whiskey on the Rocks                                    | A. Young, M. Young                    | Ballbreaker                                                                | 4:35         | 1995                    | [ 12 ] |
| Who Made Who                                            | A. Young, M. Young, Johnson           | Who Made Who                                                               | 3:26         | 1986                    | [ 24 ] |
| Whole Lotta Rosie                                       | A. Young, M. Young, Scott             | Let There Be Rock                                                          | 5:25         | 1977                    | [ 10 ] |
| Wild Reputation                                         | A. Young, M. Young                    | Power Up                                                                   | 2:54         | 2020                    | [ 25 ] |
| Witch's Spell                                           | A. Young, M. Young                    | Power Up                                                                   | 3:42         | 2020                    | [ 25 ] |
| You Ain't Got a Hold on Me                              | A. Young, M. Young, Scott             | High Voltage (Australien), '74 Jailbreak                                   | 3:30         | 1975                    | [ 6 ] [ 7 ] |
| You Shook Me All Night Long                             | A. Young, M. Young, Johnson           | Back in Black, Who Made Who                                                | 3:29, 3:30   | 1980                    | [ 8 ] [ 24 ] |

## Bekannte Demoaufnahmen und unveröffentlichte Stücke
| Titel                          | Autoren                   | Album         | Jahr      |
| ------------------------------ | ------------------------- | ------------- | --------- |
| Back Seat Confidential         | A. Young, M. Young, Scott | Volts/Bonfire | unbekannt |
| Dirty Eyes                     | A. Young, M. Young, Scott | Volts/Bonfire | unbekannt |
| Get It Hot                     | A. Young, M. Young, Scott | Volts/Bonfire | unbekannt |
| If You Want Blood (You Got It) | A. Young, M. Young, Scott | Volts/Bonfire | unbekannt |
| Touch Too Much                 | A. Young, M. Young, Scott | Volts/Bonfire | unbekannt |

## Belege
1. 1 2 3 4 5 6 7 8 9  AC/DC – Dirty Deeds Done Dirt Cheap, Album auf discogs.com; abgerufen am 11. April 2021.
2. 1 2 3 4 5 6 7 8 9  AC/DC – Dirty Deeds Done Dirt Cheap, internationale Version, Album auf discogs.com; abgerufen am 11. April 2021.
3. 1 2 3 4 5 6 7 8 9 10 11 12  AC/DC – Stiff Upper Lip, Album auf discogs.com; abgerufen am 11. April 2021.
4. 1 2 3 4 5 6 7 8 9 10 11 12 13 14 15  AC/DC – Black Ice, Album auf discogs.com; abgerufen am 11. April 2021.
5. 1 2 3 4 5 6 7 8 9 10 11 12  AC/DC – The Razors Edge, Album auf discogs.com; abgerufen am 11. April 2021.
6. 1 2 3 4 5 6 7 8  AC/DC – High Voltage, Album auf discogs.com; abgerufen am 10. April 2021.
7. 1 2 3 4 5  AC/DC – '74 Jailbreak, EP auf discogs.com; abgerufen am 11. April 2021.
8. 1 2 3 4 5 6 7 8 9 10  AC/DC – Back in Black, Album auf discogs.com; abgerufen am 11. April 2021.
9. 1 2 3 4 5 6 7 8 9 10  AC/DC – Fly on the Wall, Album auf discogs.com; abgerufen am 11. April 2021.
10. 1 2 3 4 5 6 7 8  AC/DC – Let There Be Rock, internationale Version, Album auf discogs.com; abgerufen am 11. April 2021.
11. 1 2 3 4 5 6 7 8 9 10  AC/DC – Flick of the Switch, Album auf discogs.com; abgerufen am 11. April 2021.
12. 1 2 3 4 5 6 7 8 9 10 11  AC/DC – Ballbreaker, Album auf discogs.com; abgerufen am 11. April 2021.
13. 1 2 3 4 5 6 7 8 9 10 11  AC/DC – Rock or Bust, Album auf discogs.com; abgerufen am 11. April 2021.
14. 1 2 3 4 5 6 7 8 9 10  AC/DC – Highway to Hell, Album auf discogs.com; abgerufen am 11. April 2021.
15. ↑  Last Action Hero – Music from the Original Motion Picture, Soundtrack-Album auf discogs.com; abgerufen am 11. April 2021.
16. ↑  AC/DC – Big Gun, Single auf discogs.com; abgerufen am 11. April 2021.
17. ↑  AC/DC – Live, Album auf discogs.com; abgerufen am 11. April 2021.
18. ↑  AC/DC – That’s The Way I Wanna Rock N Roll, Single auf discogs.com; abgerufen am 11. April 2021.
19. ↑  AC/DC – Moneytalks, Single auf discogs.com; abgerufen am 11. April 2021.
20. 1 2 3 4 5 6 7 8 9 10  AC/DC – For Those About to Rock (We Salute You), Album auf discogs.com; abgerufen am 11. April 2021.
21. 1 2 3 4 5 6 7 8 9  AC/DC – T.N.T., Album auf discogs.com; abgerufen am 11. April 2021.
22. 1 2 3 4 5 6 7 8 9  AC/DC – High Voltage, internationale Version, Album auf discogs.com; abgerufen am 10. April 2021.
23. ↑  AC/DC – Dog Eat Dog, Single auf discogs.com; abgerufen am 11. April 2021.
24. 1 2 3 4 5 6 7 8 9  AC/DC – Who Made Who, Album auf discogs.com; abgerufen am 11. April 2021.
25. 1 2 3 4 5 6 7 8 9 10 11 12  AC/DC – PWR/UP, Album auf discogs.com; abgerufen am 11. April 2021.
26. ↑  AC/DC – Rock 'n' Roll Damnation, Single auf discogs.com; abgerufen am 11. April 2021.
27. ↑  AC/DC – Safe in New York City, Single auf discogs.com; abgerufen am 11. April 2021.
28. ↑  AC/DC – Moneytalks, Single auf discogs.com; abgerufen am 11. April 2021.
29. 1 2 3 4 5 6 7 8 9  AC/DC – Powerage, internationale Version, Album auf discogs.com; abgerufen am 11. April 2021.
30. ↑  AC/DC – Jailbreak, Single auf discogs.com; abgerufen am 11. April 2021.
31. 1 2 3 4 5 6 7 8 9 10  AC/DC – Blow Up Your Video, Album auf discogs.com; abgerufen am 11. April 2021.
32. ↑  AC/DC – Highway to Hell, Coverversionen auf cover.info; abgerufen am 11. April 2021.
33. ↑  AC/DC – Can I Sit Next to You Girl, Single auf discogs.com; abgerufen am 11. April 2021.
34. ↑  AC/DC – Heatseeker, Single auf discogs.com; abgerufen am 11. April 2021.